# Buddy Jeannette
Harry Edward Jeannette (New Kensington, 15 de setembro de 1917 (107 anos) - Nashua, 11 de março de 1998 foi um basquetebolista norte-americano que foi campeão da Temporada da NBA de 1947-48 treinando e jogando pelo Baltimore Bullets.